# New Era Cap Company
Ne doit pas être confondu avec New Era.
 (avril 2013).
Si vous disposez d'ouvrages ou d'articles de référence ou si vous connaissez des sites web de qualité traitant du thème abordé ici, merci de compléter l'article en donnant les références utiles à sa vérifiabilité et en les liant à la section « Notes et références ».
New Era est une entreprise américaine fondée à Buffalo en 1920, spécialisée dans la fabrication de casquettes, vêtements et accessoires vestimentaires.

## Histoire

### Une entreprise familiale

#### Les origines de l'entreprise
En 1902, Ehrhardt Koch, un jeune Allemand de 16 ans, qui vient tout juste d'émigrer aux États-Unis, obtient son premier emploi à la Miller Brothers Cap Company, une entreprise chapelière de Buffalo (État de New York). Il y apprend les techniques de fabrication des casquettes et gravit lentement les échelons de l'entreprise pendant dix-huit années. 

#### LaE Koch Cap Company
En 1920, Ehrhardt Koch quitte la Miller Brothers pour fonder sa propre société la E Koch Cap Company grâce au soutien financier de sa tante. Son entreprise qui compte 14 salariés, dont sa sœur Rose, fabrique un modèle unique de casquette en laine: la Newsbay cap également dénommé la Gatsby cap. Le succès de ce modèle, peu différent de ceux fabriqués par la Miller Brothers, mais de meilleure qualité, incite Ehrhart Koch à continuer sur sa lancée.

#### LaNew Era Cap Company
En 1922, Ehrhardt Koch rebaptise son entreprise en New Era Cap Company dont les ventes de casquettes décollent. En 1925, Harold Koch, rejoint la société de son père en débutant tout en bas de l'échelle afin de connaître tous les aspects du métier. L'ingéniosité du jeune Harold permet d'apporter plusieurs améliorations techniques et esthétiques aux casquettes New Era, comme le « top stitch » ce bouton supérieur permettant aux casquettes de garder leurs formes, ou encore le remplacement des bandes de transpiration en cuir par des bandes en coton.

### Le succès des casquettes debaseball
Le krach boursier de 1929 et la Grande Dépression qui frappe durement les États-Unis fragilise dangereusement l'entreprise des Koch. En 1934, malgré le scepticisme de son père, Harold se tourne vers la fabrication de casquettes de baseball, le sport alors le plus populaire aux États-Unis. L’équipe des Indians de Cleveland est la première équipe à se fournir chez New Era. Parallèlement, plusieurs équipementiers de sports passent des contrats avec New Era pour la fabrication de casquettes de baseball ornées de leurs propres logos qu'ils revendent ensuite aux différents clubs du championnat américains. En 1940, Harold Koch poursuit le développement de l'entreprise paternelle en passant des contrats de fabrication de casquettes de baseball - toujours aussi populaires - avec plusieurs écoles secondaires et universités.

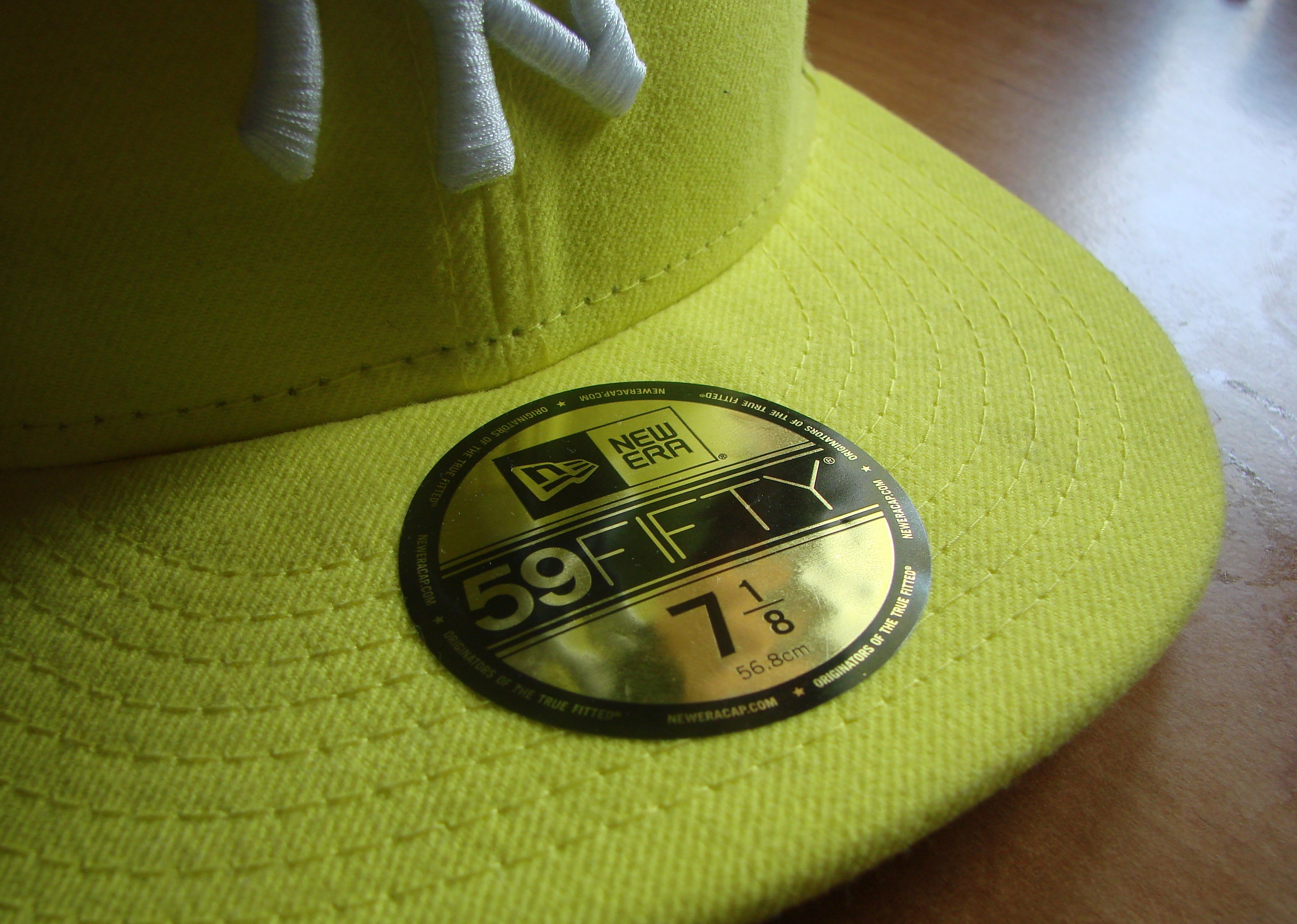
Étiquette sur une casquette 59Fifty fabriquée au XXI.

#### La casquette59Fifty
En 1954, alors que Ehrhardt Koch meurt, et que Harold prend la succession de son père à la tête de New Era, l'entreprise commercialise un nouveau modèle de casquette de baseball sous le numéro 5950. Ce modèle, conçu spécialement pour les équipes de baseball de la MLB, est toujours fabriquée actuellement. La 59Fifty est également connue sous le nom de « Brooklyn Style Cap ».
En 1960, l'expansion de New Era se poursuit avec l'ouverture d'une seconde usine dans un hameau de Buffalo. Cette nouvelle usine devient le site de production exclusif de la 5950, alors que le site historique de Buffalo se recentre sur les modèles ajustables[réf. nécessaire].

### Une entreprise leader dans le domaine de la mode urbaine
En 1972, David Koch, fils unique du PDG Harold Koch, prend la place de directeur général, tandis que sa femme Valérie Koch occupe le poste de secrétaire de direction et trésorière de la société. En 1982, David Koch prend seul la tête de New Era après le décès de son père Harold et Valérie Koch s'occupe désormais du design des casquettes. Onze ans plus tard, en 1993, New Era signe un contrat exclusif de partenariat avec la MLB et devient fournisseur officiel de toutes les équipes de baseball, toutes ligues confondues. La même année Christopher Koch, l’arrière-petit-fils d’Ehrhardt Koch, est nommé président de New Era et se fixe pour objectif de doubler le chiffre d'affaires de l'entreprise et décide de copier la stratégie marketing des gros équipementiers de sport.

#### Les casquettes New Era deviennent un phénomène de mode
Dès le début des années 1980 les casquettes New Era, notamment le modèle trucker mesh (portés traditionnellement par les chauffeurs routiers et les agriculteurs) mais aussi le 59Fifty, font partie de la panoplie des stars du hip-hop et deviennent plus tard un des symboles de la mode adolescente: elles sont portés par des rappeurs, des rockers, des skaters...

## Nombres d'employés
New Era emploie aujourd’hui près de 1500 salariés dans le monde entier, dont plus de 400 familles sur le seul État de New York. C’est également la seule société dans l’industrie a continuer de produire sur le sol américain et à n’avoir commencé la production « off shore » qu’il y a neuf ans[réf. nécessaire].

## Nouveaux segments
New Era développe et approfondit désormais de nouveaux segments de marché tels que les sports extrêmes, l’enfant, les fans / collectionneurs, l’urban style, et la femme.

## Partenariat
New Era produit les casquettes des clubs de NBA, de NHL, de NFL et de MLB.
Divers modèles sont disponibles pour chaque club aussi fantaisistes soient-ils. Le stade des Bills de Buffalo dans la Ligue Nationale de Football porte maintenant le nom du New Era Field.